# Roig Arena
El Roig Arena és un pavelló multiusos en construcció ubicat a la ciutat de València on disputarà els seus partits el València Basket Club i on es celebraran esdeveniments de nivell nacional i internacional.